# آيس-تي

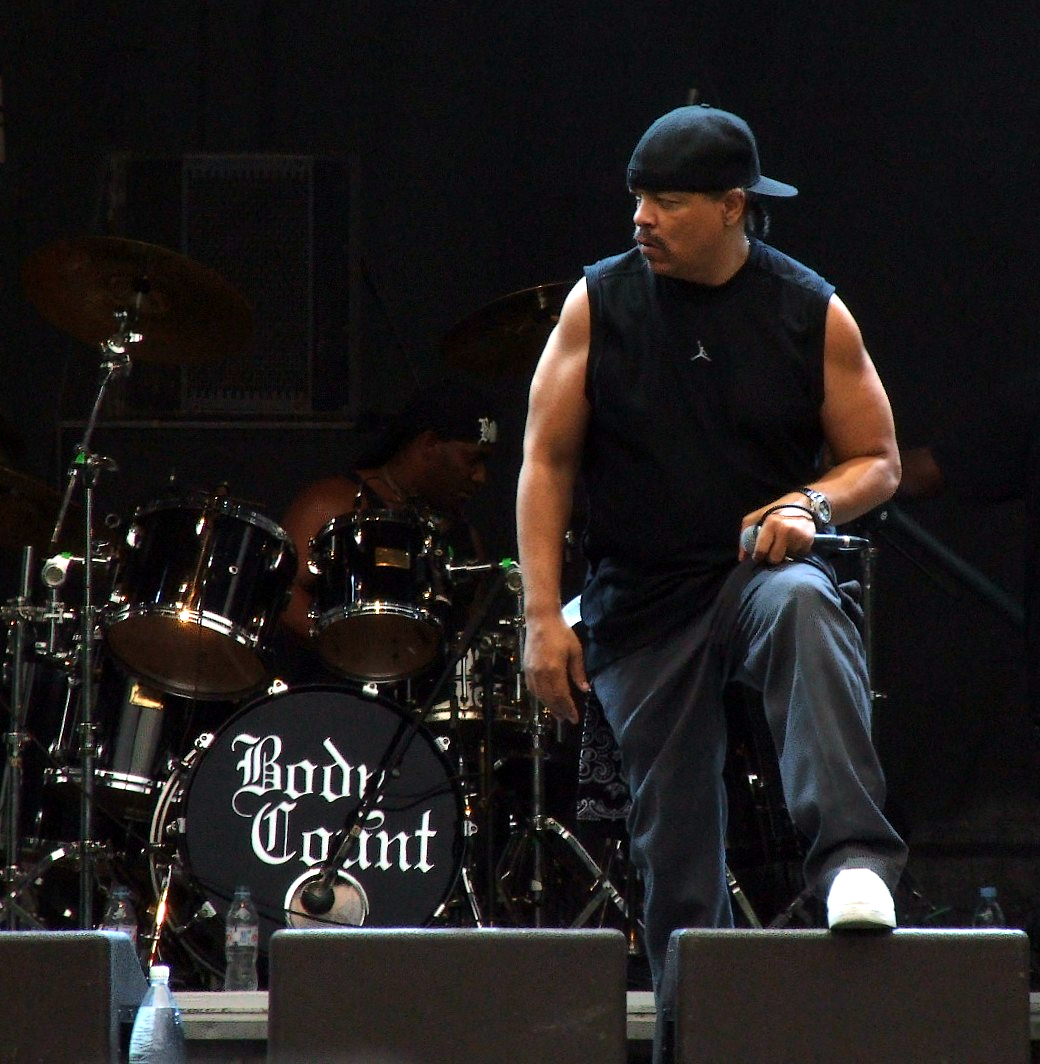
آيس-تي

آيس-تي (بالإنجليزية: Ice-T) الاسم الحقيقي هو تريسي مورو Tracy Morrow ولد عام 1958 في نيو جيرسي في الولايات المتحدة الأمريكية، ممثل ومغني راب أمريكي.

## مسيرته
يعد أحد مؤسسي فن الغانغستا راب العظيمي الشهرة، خصوصا بعد نجاح أغنيتة المشهورة six 'n The Morning ومشاركتة إيزي إي وإن.دبليو.أي في Boyz N The Hood، تقف نهاية عام 2000 عن إنتاج الالبومات المفردة ولكنه استمر في إنتاج الأغاني المشتركة (دويتو).
اما في عالم السينما فقد لمع آيس-تي بدور مغني الراب كبداية شهرته السينيمائية في فيلمي Breakin وBreakin2 ولاحقا فلمه الشهير Surviving the Game.

## ألبومات وأعمال موسيقية[3]
- The Coldest Rap - 1982
- Body Rock - 1984
- Killers - 1984
- Ya Don't Quit - 1985
- Dog N The Wax - 1986
- six In The Mornin - 1986
- Colors - 1988
- I'm Your Pusher - 1988
- High Rollers - 1989
- You Played Yourself - 1989
- Lethal Weapon - 1989
- Dick Tracy - 1990
- Superfly - 1990
- New Jack Hustler - 1991
- Ricochet - 1991
- Trespass - 1992
- Disorder - 1992
- That's How I'm Livin'"/"99 Problems - 1993
- Gotta Lotta Love - 1994
- I Must Stand - 1996
- Don't Hate the Player - 1999
- Money، Power، Women - 2000

بالإضافة إلى أغاني دويتو مع كثير من الفنانين.

## روابط خارجية
- آيس-تي على موقع IMDb (الإنجليزية)
- آيس-تي على موقع ألو سيني (الفرنسية)
- آيس-تي على موقع ميوزك برينز (الإنجليزية)
- آيس-تي على موقع ميوزك برينز (الإنجليزية)
- آيس-تي على موقع رولينغ ستون (الإنجليزية)
- آيس-تي على موقع أول موفي (الإنجليزية)
- آيس-تي على موقع إن إن دي بي (الإنجليزية)
- آيس-تي على موقع أول ميوزيك (الإنجليزية)
- آيس-تي على موقع أول ميوزيك (الإنجليزية)
- آيس-تي على موقع ديسكوغز (الإنجليزية)
- آيس-تي على موقع ديسكوغز (الإنجليزية)